# Ombrosaga boettcheri
Ombrosaga boettcheri är en skalbaggsart som beskrevs av Aurivillius 1922. Ombrosaga boettcheri ingår i släktet Ombrosaga och familjen långhorningar.
Artens utbredningsområde är Filippinerna. Inga underarter finns listade i Catalogue of Life.